# Torrijo del Campo
Torrijo del Campo è un comune spagnolo di 559 abitanti; è situato nella comunità autonoma dell'Aragona.